# گری بارس
گری بارس (انگلیسی: Gary Bauress؛ زادهٔ ۱۹ ژانویهٔ ۱۹۲۰) بازیکن فوتبال اهل بریتانیا است.
از باشگاه‌هایی که در آن بازی کرده‌است می‌توان به باشگاه فوتبال ترانمره راورز اشاره کرد.